# メレンドゥーニョ
メレンドゥーニョ（イタリア語: Melendugno）は、イタリア共和国プッリャ州レッチェ県にある、人口約10,000人の基礎自治体（コムーネ）。

## 地理

### 位置・広がり

#### 隣接コムーネ
隣接するコムーネは以下の通り。
- カリメーラ
- カルピニャーノ・サレンティーノ
- オトラント
- ヴェルノレ

## 行政

### 分離集落
メレンドゥーニョには、以下の分離集落（フラツィオーネ）がある。
- Borgagne, Roca Vecchia, San Foca, Torre dell'Orso